# آرتوش گالستیان
آرتوش گالستیان (روسی: Артуш Погосович Галстян؛ زادهٔ ۲۲ ژانویهٔ ۱۹۹۰) بازیکن فوتبال در پست هافبک ارمنی‌تبار اهل روسیه است.

## باشگاهی
از باشگاه‌هایی که در آن بازی کرده‌است می‌توان به باشگاه فوتبال کوبان کراسنودار اشاره کرد.